# Nina Varlamova
Pour les articles homonymes, voir Varlamova.
Nina Varlamova (11 février 1954 - 17 décembre 2008) est une femme politique russe. En 2007, elle est élue mairesse de Kandalakcha, dans l'oblast de Mourmansk. 

## Biographie
Elle a été assassinée le 17 décembre 2008.